# Alix de Grancey
Alix de Grancey (née vers 1275, † en 1320) est la fille de Guillaume de Grancey, seigneur de Grancey, et d'Isabelle de Tilchâtel. Par son mariage avec Jean II de Choiseul, elle devient dame de Choiseul, en Champagne, au début du XIVe siècle.

## Biographie
Alix de Grancey est la fille de Guillaume de Grancey, seigneur de Grancey, et d'Isabelle de Tilchâtel.
Elle épouse vers 1301 Jean II de Choiseul, fils de Jean Ier de Choiseul, seigneur de Choiseul et connétable de Bourgogne, et d'Alix d'Aigremont, dite Bartholomette, dont elle aura cinq enfants. Son père étant décédé en 1297, c'est son frère Eudes V de Grancey  qui est chargé de sa dot, qui se compose de ce qu'il a acquis à Bourbonne de Simon de Passavant ainsi que de Breuvannes, Germainvilliers et Champigneulles qu'il a acquis d'Othenin, fils du voué de Montbéliard.
Ce mariage marque la volonté du sire de Choiseul de se tourner vers le duché de Bourgogne, dont les Grancey sont une des plus importantes familles, et ainsi de limiter ses relations avec les comtés de Champagne, de Bar et de Bourgogne.
En 1318, Jean II de Choiseul et Alix fondent leur anniversaire à l'abbaye de Morimond et leur donne à cet effet les dîmes de Parnot.
Alix décède en 1320 et est inhumée en l'abbaye de Morimond, nécropole de la famille de Choiseul. Pas testament, elle lègue à cette abbaye une couverture fourrée que son époux Jean II de Choiseul et son fils aîné, également prénommé Jean, échangent contre deux émines de blé à Bourennes.
Son époux lui survit plusieurs années et décède à son tour en 1336. Il est également inhumé en l'abbaye de Morimond, probablement auprès d'elle.

## Mariage et enfants

Blason de la Maison de Choiseul.

Vers 1301, elle épouse Jean II de Choiseul, fils de Jean Ier de Choiseul, seigneur de Choiseul, et d'Alix d'Aigremont, dite Bartholomette, dont elle a cinq enfants :
- Marie de Choiseul, qui épouse Godemar du Fay, seigneur de Baucheron, bailli de Chaumont et sénéchal de Beaucaire, d'où postérité.
- Jean de Choiseul, cités dans des chartes de 1320 et 1323, mais mort avant son père vers 1330, probablement sans union ni postérité.
- Gautier de Choiseul, qui succède à son père.
- Guy de Choiseul, qui épouse Jeanne d'Annegray, mais qui meurt avant 1338, probablement sans postérité.
- Jeanne de Choiseul, qui épouse Hervé de Saffres, d'où postérité.